# 佩格默泰特峰
佩格默泰特峰（英語：Pegmatite Peak），是南極洲的山峰，位於阿蒙森海岸，處於科爾維茨冰川西岸，屬於毛德王后山脈的一部分，海拔高度790米，美國地質調查局根據測量和美國海軍拍攝的空中照片繪入地圖，現時由南極條約體系管理。